# Kalocora
Kalocora là một chi chuồn chuồn kim thuộc họ Protoneuridae. Chi này có các loài sau:
- Kalocora aurea